# 岩松頼宥
岩松 頼宥（いわまつ らいゆう）は、南北朝時代の武将。

## 生涯
岩松氏の惣領岩松経家の弟。「新田岩松系図」によれば岩松氏の氏寺新野東光寺の住持であると伝えられており、俗名は不明。岩松氏は新田氏の一族だが鎌倉幕府滅亡後は袂を分かち、足利氏の傘下に属した。
建武2年（1335年）11月、鎌倉に向けて進軍する新田義貞を迎え撃つため鎌倉から出発した足利尊氏の麾下に、僧形の武将岩松禅師頼宥の名が見られるのが初見である（『太平記』）。7月に起きた中先代の乱で経家が討死した直後で、惣領を相続した岩松直国はまだ若年であった。このため、頼宥が直国の代わりに一族を率いて戦っていた。頼宥は箱根・竹ノ下の戦いに参加し、敗走する義貞軍を追って京へ入ったと考えられる。
建武3年（1336年）に京都の攻防戦で敗れた尊氏が九州に敗走した際はこれに随行せず、交通の要地である近江国甲賀郡油日を抑え、尊氏の再上洛に備えていた。やがて尊氏が上洛すると、東国から軍勢を引き連れてきた直国と合流し、足利直義の命で西坂本に出陣して新田軍と激戦を繰り広げた。
戦場が西に移るに従い、畿内から瀬戸内方面へと移動し、南朝方と戦った。延元3年/建武5年（1338年）2月、伊予国の南朝方を討つ足利方の指揮官として同国へ派遣された。まず備後国から大三島に渡り、三島社（大山祇神社）で戦勝祈願をして戦いに臨んだ。伊予国の武士である鳥生貞実が頼宥に提出した軍忠状によれば、伊予各地を転戦し、11月に府中を奪還する戦果を挙げたことがわかる。また、この前後に伊予国守護職の地位を得ている。興国3年/康永元年（1342年）5月頃、細川頼春が新たに伊予守護となり、頼宥は伊予を退去した。頼宥が守護を解任された理由は不明だが、この頃同族の新田本宗家出身の脇屋義助が南朝方を率いて伊予へ渡ってきたため、尊氏が頼宥の立場を考慮して細川頼春と替えたのではないかと考えられている。
正平5年/観応元年（1350年）12月、尊氏から和泉・備後国内の世良田右京亮の遺領と、上野国新田荘内の新田義貞の遺領を勲功の賞として重ねて与えられた。この時、義貞の追号となった安養寺を宛がわれており、尊氏から高い信頼を得ていたことを物語っている。一方、同時期に室町幕府内では尊氏・高師直派と足利直義派の対立が激化した観応の擾乱が勃発しており、尊氏の頼宥への所領宛行は自派への取り込みの意味もあった。
正平6年/観応2年（1351年）8月、直義派の上杉顕能に替わって尊氏派として備後守護に就き、現地へ派遣される。正戸山城（勝戸山城）を居城とし、上杉顕能や宮盛重らと攻防を繰り返した。また、備後ではこの頃、在地領主の山内氏が一族内で分裂・対立しており、頼宥は尊氏派の人々に積極的に働きかけて切り崩しを図っている。正平10年/文和4年（1355年）早春、南朝方と結んだ足利直冬が京都を占拠すると、足利義詮の要請を受けて備後の武士を率いて京に上り、直冬らとの合戦に向かった。翌正平11年/文和5年（1356年）、備後守護職を細川頼有と交代した。
その後の動向ははっきり伝わっていないが、晩年は故郷の新田荘に戻り、新田一族の菩提を弔いながら静かに余生を送ったものと考えられる。明徳3年（1392年）8月11日、新田荘内での知行地のうち、亀岡郷額戸方の在家田畑を長楽寺に寄進した。その目的は、両親や先祖の菩提を弔うため、また自分自身の現世における宿望達成と来世の成仏を祈るためと記している。子孫のことが記されていないのは、子供がいなかったためだとされる。この年は頼宥が足利方に参陣して以来五十数年経っており、かなりの老齢に達していた。没年は不明であるが、明徳3年をそれほど下らない時期であったと考えられる。